# Nicky Walker
Joseph Nicol „Nicky” Walker (ur. 29 września 1962 w Aberdeen) – piłkarz szkocki grający na pozycji bramkarza.

## Kariera klubowa
Karierę piłkarską Walker rozpoczął w amatorskim klubie o nazwie Elgin City. W 1981 roku w wieku 17 lat przeszedł do angielskiego Leicester City i przez rok rozegrał 6 spotkań w Division Two. W 1982 roku wrócił do Szkocji i został piłkarzem Motherwell F.C., w barwach którego zadebiutował w szkockiej Premier League. W 1983 roku ponownie zmienił barwy klubowe i został zawodnikiem Rangers, jednak tylko w sezonie 1985/1986 był podstawowym bramkarzem klubu, następnie przegrywając rywalizację z Anglikiem Chrisem Woodsem. W 1987 roku został mistrzem Szkocji, a z Rangersami czterokrotnie zdobywał Puchar Ligi Szkockiej. W 1988 rozegrał jeden mecz w zespole Dunfermline Athletic, do którego był wypożyczony, a latem odszedł z Rangersów.
Kolejnym klubem w karierze Walkera był Heart of Midlothian F.C. z Edynburga, do którego przeszedł za 125 tysięcy funtów. Tam walczył o miejsce w składzie z Henrym Smithem. W sezonie 1991/1992 był wypożyczony do Burnley F.C. OD lata 1992 do końca 1994 roku ponownie grał w Hearts. Pod koniec 1994 przeszedł do Partick Thistle F.C. W 1996 roku po spadku klubu do Division One odszedł z klubu i za 60 tysięcy funtów przeszedł do Aberdeen F.C. W 1997 roku został piłkarzem Ross County, a w 2001 trafił do Inverness Caledonian Thistle F.C. W 2002 roku zakończył w jego barwach karierę piłkarską.

## Kariera reprezentacyjna
W reprezentacji Szkocji Walker zadebiutował 24 marca 1993 roku w przegranym 0:1 towarzyskim meczu z Niemcami. W 1996 roku został powołany przez selekcjonera Craiga Browna na Euro 96. Tam był rezerwowym bramkarzem dla Jima Leightona i nie rozegrał żadnego spotkania. Swój drugi i ostatni mecz w kadrze narodowej rozegrał w maju 1996 przeciwko Stanom Zjednoczonym (1:2).